# Sicav
Sicav is de Franstalige vorm van bevek en staat voor Société d'investissement à capital variable. De term wordt in Vlaanderen vooral gebruikt om te verwijzen naar beveks volgens Luxemburgs recht.